# La Atalaya (Salamanca)
La Atalaya é um município da Espanha na província de Salamanca, comunidade autónoma de Castela e Leão, de área 24,13 km² com população de 145 habitantes (2003) e densidade populacional de 5,86 hab/km².

## Demografia
| Variação demográfica do município entre 1991 e 2004 | Variação demográfica do município entre 1991 e 2004 | Variação demográfica do município entre 1991 e 2004 | Variação demográfica do município entre 1991 e 2004 |
| --------------------------------------------------- | --------------------------------------------------- | --------------------------------------------------- | --------------------------------------------------- |
| 1991                                                | 1996                                                | 2001                                                | 2004                                                |
| 182                                                 | 160                                                 | 155                                                 | 141                                                 |